# 680
Évszázadok: 6. század – 7. század – 8. század
Évtizedek: 630-as évek – 640-es évek – 650-es évek – 660-as évek – 670-es évek – 680-as évek – 690-es évek – 700-as évek – 710-es évek – 720-as évek – 730-as évek
Évek: 675 – 676 – 677 – 678 –  679 – 680 – 681 – 682 – 683 – 684 – 685

## Események

### Európa
- Az arab fenyegetés megszűntével IV. Kónsztantinosz bizánci császár hadjáratot indít az Al-Dunánál letelepedett bolgárok ellen (a bolgárokat a kazárok űzték el korábban dél-ukrajnai szállásterületükről). Az Aszparuh által vezetett bolgárok szövetkeznek a szlávokkal (ún. Hét szláv törzs) és a Duna-deltánál az ongali csatában döntő vereséget mérnek a bizánciakra (a legenda szerint a császárnak megfájdult a lába és visszavonult, hogy kezeltesse; katonái azt hitték hogy menekül és maguk is menekülőre fogták).
- Novemberben a császár megnyitja a harmadik konstantinápolyi zsinatot, ahol elítélik és eretnekségként bélyegzik meg a Bizánci Birodalom korábbi hivatalos teológiai doktrínáját, a monothelétizmust és a monoergizmust. Utólagosan eretneknek nyilvánítják többek között I. Honorius pápát és három konstantinápolyi pátriárkát.
- A Frank Birodalomban az austrasiai nemesség fellázad Ebroin neustriai majordomus uralma ellen és Herstali Pippint választják majordomusszá. Ebroin a lucofaói csatában legyőzi őket és Pippin menekülni kényszerül.
- Wamba vizigót király súlyosan megbetegszik (vagy megmérgezik). Mikor érzi közeledni a halálát, szerzetesi fogadalmat tesz. Bár felgyógyul, a főnemesség (vagy Julián toledói érsek) nem engedi visszavonni esküjét és lemondatják a trónról. Utódjául a főnemesség Erwiget választja.
- Perctarit longobárd király társuralkodóvá emeli fiát, Cunipertet.
- Wilfrid volt yorki püspök visszatér Northumbriába, hogy a pápa támogatásával a háta mögött visszavegye püspöki székét. Ecgfrith király azonban börtönbe vetteti majd száműzi. Wilfrid Sussexbe menekül.

### Omajjád Kalifátus
- Kb. 80 éves korában meghal I. Muávija, a Omajjád Kalifátus megalapítója. Utóda fia, I. Jazíd, ám utódlását sokan ellenzik, mert addig a kalifát a muszlimok választották, nem dinasztikusan öröklődött a cím. Jazíd hűségesküt követel Husszein ibn Alitól (aki Mohamed próféta unokája és bátyjától erőszakkal ragadták el a kalifai címet). Husszein ezt megtagadja és hívei kis csoportjából Kúfába indul, ahová meghívták, hogy legyen az imámjuk. Útközben Jazíd nagy túlerőben lévő emberei feltartóztatják és a kerbelai csatában lemészárolják. Halála radikalizálja a Muávija kalifaságát el nem ismerő vallási csoportot, amelyekből aztán megalakul az iszlám síita ága. Elkezdődik a muszlimok újabb polgárháborúja, a második fitna.
- Szerveződni kezd az ellenállás Jázid ellen, elsősorban Abdalláh ibn al-Zubajr (az első kalifa, Abu Bakr unokája) vezetésével, de egyelőre még csak új kalifaválasztást sürgetnek.

### Japán
- Tenmu császár felesége, Dzsitó megbetegszik. A császár megalapítja Narában a Jakusi-dzsi templomot és utasítást ad, hogy száz pap imádkozzék a császárné felgyógyulásáért.

## Születések
- Gensó, japán császárnő

## Halálozások
- január 30. - Balthild, II. Chlodwig frank király felesége
- október 10. - Husszein ibn Ali, Mohamed unokája, a harmadik síita imám
  - Abbász ibn Ali, Ali kalifa fia
- I. Muávija, az Omajjád Kalifátus megalapítója
- I. Bhászkara, indiai matematikus és csillagász
- Szent Caedmon, angolszász költő
- Whitbyi Hilda, angolszász apátnő
- Umm Szalama, Mohamed hatodik felesége

## Fordítás
- Ez a szócikk részben vagy egészben  a(z)   680 című angol Wikipédia-szócikk ezen változatának fordításán alapul.  Az eredeti cikk szerkesztőit annak laptörténete sorolja fel. Ez a jelzés csupán a megfogalmazás eredetét és a szerzői jogokat jelzi, nem szolgál a cikkben szereplő információk forrásmegjelöléseként.